# Andreas Maier (Eishockeyspieler)
Andreas Maier (* 10. September 1987 in Ludwigshafen am Rhein) ist ein deutscher Eishockeyspieler, der seit 2009 bei Deggendorf Fire unter Vertrag steht.

## Karriere
Andreas Maier durchlief alle Nachwuchsmannschaften des Mannheimer ERC und kam ab 2002 in der Deutschen Nachwuchsliga zum Einsatz. Zudem ging er in der Spielzeit 2004/05 für die Herrenmannschaft des MERC in der Regionalliga auf das Eis. Am Ende der gleichen Saison gewann er mit den „Jungadlern“ die DNL-Meisterschaft. Vor Beginn der folgenden Spielzeit wechselte er zum Kooperationspartner des Mannheimer Klubs, den Heilbronner Falken in die Oberliga. Für die Falken absolvierte er 107 Spiele in zwei Spielzeiten, in denen er ein Tor und elf Assists erzielte. Zudem gewann er mit den Falken die Oberligameisterschaft der Saison 2006/07.
Nach diesem Erfolg nahm er am Trainingslager der Dresdner Eislöwen teil und überzeugte das Management der Eislöwen, so dass diese ihn unter Vertrag nahmen. Mit den Eislöwen schaffte er den Aufstieg in die 2. Bundesliga und erreichte den Gewinn der Oberligameisterschaft.
In der Saison 2009/10 spielt er in der Oberliga für Deggendorf Fire.

## International
Andreas Maier nahm an der U18-Weltmeisterschaft 2005 teil, bei der die U18-Juniorenauswahl den Abstieg aus der A-Gruppe der Weltmeisterschaft verhindern konnte.

## Erfolge
- DNL-Meisterschaft 2005 mit den Mannheimer Jungadlern
- Oberliga-Meisterschaft 2006/07 mit Heilbronn
- Aufstieg in die 2. Bundesliga 2008
- Oberliga-Meisterschaft 2007/08 mit Dresden

## Statistik
(Stand: Ende der Saison 2010/11)